# Mikołów
Mikołów (in tedesco Nikolai / Nicolei) è una città polacca del distretto di Mikołów nel voivodato della Slesia.
Ricopre una superficie di 81 km² e nel 2005 contava 42 053 abitanti.